# 伊丽莎白蒂夫卡 (马林卡市镇)
伊丽莎白蒂夫卡（烏克蘭語：Єлизаветівка）是位於乌克兰東部的村莊，由顿涅茨克州波克羅夫斯克區的马林卡市镇負責管轄。2024年11月伊莉莎白蒂夫卡被俄羅斯軍隊佔領。

## 人口統計
根據2001年烏克蘭人口普查，村民人口為1380人，他們的母語分配如下：
- 乌克兰语：96.8%
- 俄语：3.1%
- 其他：0.1%